# Universidad de Misuri
La Universidad de Misuri, oficialmente Universidad de Misuri–Columbia (en inglés University of Missouri–Columbia), también conocida como Mizzou, o MU es una universidad pública y centro de investigación situada en Columbia (Misuri) en los Estados Unidos.
Fundada en 1839, fue la primera universidad pública al oeste del río Misisipi y es la cabeza del Sistema Universitario de Misuri, siendo la mayor universidad del estado con 30.000 estudiantes de todo el estado, así como del resto del país y de otros 100 países. La universidad ofrece más de 300 títulos de pregrado, grado y postgrado en 20 facultades diferentes. Es una de las seis universidades públicas americanas que, en un mismo campus, ofrecen los grados de Medicina, Veterinaria y Derecho. Fue la primera universidad en ofrecer los grados de Periodismo (en 1908) y de Ingeniería eléctrica (en 1886). Es miembro de la Asociación de Universidades Americanas.